# ألتون إي. بيلي
ألتون إي. بيلي (بالإنجليزية: Alton E. Bailey)‏ هو كيميائي أمريكي، ولد في 1907 في مدلاند في الولايات المتحدة، وتوفي في 1 مايو 1952.